# マキシカクワガタ属
マキシカクワガタ属（マキシカクワガタぞく、Yumikoi）は、昆虫綱・甲虫目・クワガタムシ科に属する分類群。マキシカクワガタ（Yumikoi makii）1種のみが知られている（単型属）。

## 形態
オスの体長は最大7cmまで達する中型クワガタムシ、全体的に近縁なベトナムシカクワガタ属と似ているが、地色は黒；頭楯、複眼後方に突起はなく；大アゴは分厚く、基部は湾曲しない。
パリーフタマタクワガタと似た様な前胸部と前翅を持つ。大アゴは太く、マンディブラリスフタマタクワガタの大アゴを短くなるような形である。小歯列は1/3の所から先端まで走り、2/3の所に発達な内歯が1本備える。

## 分布
ベトナム(ゲアン省)。

## 分類
本属は現在マキシカクワガタ（Yumikoi makii）1種のみが知られている。
和名の示す通り、本属はシカクワガタの名を持つクワガタムシに近縁である。遺伝子分析によると、本属は同じくベトナムに分布するベトナムシカクワガタ属の姉妹群となる。